# فیلیپو ناردی
فیلیپو ناردی (انگلیسی: Filippo Nardi؛ زادهٔ ۳ مارس ۱۹۹۸) بازیکن فوتبال است.
از باشگاه‌هایی که در آن بازی کرده‌است می‌توان به باشگاه فوتبال نووارا اشاره کرد.